# SNL (voetbalclub)
SNL, afkorting voor Sportvereniging National Leger, is een Surinaamse voetbalclub uit Paramaribo. SNL speelt in het Dr. Ir. F. Essed Stadion. SNL is een militaire voetbalclub, van het Nationaal Leger.
Tot 1982 heette de club M.V.V. (Militaire Voetbal Vereniging).

## Erelijst
- SVB-hoofdklasse: 3

1946 (als M.V.V.), 1947-50 (als M.V.V.), 1999

## Prestatie in CONCACAF-competitie
- CFU Club Championship (1 gedaantes)

2001 Tweede ronde